# Chiller (videogioco 1984)
Chiller è un videogioco a piattaforme pubblicato a fine 1984 per Commodore 64 e nel 1985 per Amstrad CPC, MSX e ZX Spectrum, direttamente in edizione economica da Mastertronic. Il protagonista è un giovane che deve affrontare zombi e altre creature dell'orrore per salvare la propria ragazza. Il gioco trae ispirazione non ufficialmente dal video della celebre canzone Thriller, che all'epoca era un recente successo. Anche le ambientazioni attraversate ricordano molto quelle del video, sebbene i due personaggi siano bianchi.
Nella prima versione per Commodore 64 anche il tema musicale ha una evidente somiglianza con Thriller, tanto che per non incorrere in problemi con il diritto d'autore la Mastertronic dovette pagare una royalty e cambiare la musica nei lotti di produzione successivi; le cassette con la prima versione divennero una rarità.

## Modalità di gioco
Inizialmente il giocatore controlla soltanto il giovane, attraverso 5 livelli a piattaforme e a schermata fissa. Il giovane può soltanto camminare a destra e a sinistra e saltare. Alcuni livelli hanno visuale di profilo, altri mostrano una scena tridimensionale, ma il metodo di movimento resta lo stesso: per spostarsi verso l'alto sullo schermo è necessario saltare sugli elementi del paesaggio.
Per completare un livello bisogna raccogliere tutte le croci blu.
Il protagonista ha una sola vita e una barra di energia, che si consuma al contatto con i vari tipi di nemici e, lentamente, anche solo muovendosi. Per ricaricarla si possono raccogliere dei funghi sparsi nei livelli.
I cinque livelli sono:
1. La foresta - si salta sugli alberi e oltre a ragni giganti e altre creature bisogna evitare i funghi del colore sbagliato
2. Il cinema - i pericoli sono il venditore di bibite e pezzi di intonaco che cadono dal soffitto
3. Il ghetto - si scalano gli edifici
4. Il cimitero - si affrontano principalmente i morti viventi tra le lapidi
5. La casa stregata - si sale sull'esterno della casa stessa

Una volta completati i cinque livelli, il protagonista libera la ragazza, ma il gioco è ancora a metà. I due devono fare il percorso di ritorno, affrontando insieme tutti i cinque livelli nell'ordine inverso. Sia il giovane sia la ragazza sono presenti contemporaneamente sullo schermo e il giocatore può cambiare in ogni momento il personaggio che sta controllando. Per completare un livello, stavolta il ragazzo deve raccogliere tutte le croci blu e la ragazza tutte le croci rosse.